# Survivor Series (1999)
Survivor Series 1999 est le treizième Survivor Series, pay-per-view annuel de catch produit par la World Wrestling Entertainment. Il s'est déroulé le 14 novembre 1999 au Joe Louis Arena de Detroit dans le Michigan.

## Résultats
- (4 contre 4) Survivor Series match: The Godfather, D'Lo Brown et The Headbangers (Mosh et Thrasher) def. The Dudley Boyz (Bubba Ray et D-Von) et The Acolytes (Faarooq et Bradshaw) (9:36)

| Élimination # | Catcheur                | Équipe                        | Éliminé par             | Manière                                              | Temps                   |
| ------------- | ----------------------- | ----------------------------- | ----------------------- | ---------------------------------------------------- | ----------------------- |
| 1             | Thrasher                | Headbangers, Brown, Godfather | Bradshaw                | Tombé après une Clothesline from Hell                | 3:40                    |
| 2             | Mosh                    | Headbangers, Brown, Godfather | Bubba Ray Dudley        | Tombé après un 3D                                    | 4:57                    |
| 3             | Bradshaw                | APA et Dudleyz                | Personne                | Disqualifié après avoir frappé Brown avec une chaise | 5:52                    |
| 4             | Faarooq et D-Von Dudley | APA et Dudleyz                | Personne                | Double décompte à l'extérieur                        | 6:45                    |
| 5             | Bubba Ray Dudley        | APA et Dudleyz                | D'Lo Brown              | Tombé après un Ho Train et un Lo Down                | 9:36                    |
| Survivants:   | Godfather et D'Lo Brown | Godfather et D'Lo Brown       | Godfather et D'Lo Brown | Godfather et D'Lo Brown                              | Godfather et D'Lo Brown |
- Kurt Angle def. Shawn Stasiak (5:57)
  - Angle a effectué le tombé sur Stasiak après un Olympic Slam.
- (4 contre 4) Survivor Series match: Val Venis, Mark Henry, Gangrel et Steve Blackman def. The British Bulldog et le Mean Street Posse (Rodney, Pete Gas, et Joey Abs) (9:08)

| Élimination # | Catcheur                | Équipe                       | Éliminé par             | Manière                                    | Temps                   |
| ------------- | ----------------------- | ---------------------------- | ----------------------- | ------------------------------------------ | ----------------------- |
| 1             | Pete Gas                | Bulldog/Mean Street Posse    | Steve Blackman          | Tombé après un kick d'arts martiaux        | 2:56                    |
| 2             | Rodney                  | Bulldog/Mean Street Posse    | Gangrel                 | Tombé après un Implant DDT                 | 4:21                    |
| 3             | Joey Abs                | Bulldog/Mean Street Posse    | Mark Henry              | Tombé après un Big Splash                  | 6:02                    |
| 4             | Gangrel                 | Venis/Henry/Gangrel/Blackman | British Bulldog         | Tombé après une Superplex                  | 6:46                    |
| 5             | Steve Blackman          | Venis/Henry/Gangrel/Blackman | British Bulldog         | Tombé sur une Fisherman Suplex             | 7:32                    |
| 6             | British Bulldog         | Bulldog/Mean Street Posse    | Val Venis               | Tombé après un Big Splash et un Money Shot | 9:10                    |
| Survivants:   | Val Venis et Mark Henry | Val Venis et Mark Henry      | Val Venis et Mark Henry | Val Venis et Mark Henry                    | Val Venis et Mark Henry |
- Kane def. X-Pac par disqualification (4:15)
  - X-Pac était disqualifié après que D-Generation X se ramenait et attaquait Kane juste au moment où il s'appretait à porter le Tombstone Piledriver sur X-Pac.
- (1 contre 4) Handicap Survivor Series match: The Big Show def. The Big Boss Man, Prince Albert, Mideon et Viscera (1:26)

| Élimination # | Catcheur      | Équipe                         | Éliminé par | Manière                  | Temps    |
| ------------- | ------------- | ------------------------------ | ----------- | ------------------------ | -------- |
| 1             | Mideon        | Mideon/Viscera/Boss Man/Albert | Big Show    | Tombé après un Chokeslam | 0:18     |
| 2             | Prince Albert | Mideon/Viscera/Boss Man/Albert | Big Show    | Tombé après un Chokeslam | 0:30     |
| 3             | Viscera       | Mideon/Viscera/Boss Man/Albert | Big Show    | Tombé après un Chokeslam | 0:55     |
| 4             | Big Bossman   | Mideon/Viscera/Boss Man/Albert | Personne    | décompte à l'extérieur   | 1:26     |
| Survivant:    | Big Show      | Big Show                       | Big Show    | Big Show                 | Big Show |
- Chyna (w/Miss Kitty) def. Chris Jericho pour conserver le WWF Intercontinental Championship (13:34) 
  - Chyna a effectué le tombé sur Jericho après un coup dans les parties intimes et un Pedigree du haut de la troisième corde.
- (4 contre 4) Survivor Series match: Too Cool (Grand Master Sexay et Scotty 2 Hotty) et The Hollys (Hardcore et Crash) def. Edge et Christian et The Hardy Boyz (Matt et Jeff) (w/Terri Runnels) (14:27)

| Élimination # | Catcheur           | Équipe                  | Éliminé par        | Manière                           | Temps          |
| ------------- | ------------------ | ----------------------- | ------------------ | --------------------------------- | -------------- |
| 1             | Edge               | Hardyz/Edge & Christian | Hardcore Holly     | Tombé sur un Schoolboy            | 6:06           |
| 2             | Matt Hardy         | Hardyz/Edge & Christian | Scotty 2 Hotty     | Tombé après un DDT                | 6:22           |
| 3             | Scotty 2 Hotty     | Too Cool/Hollys         | Jeff Hardy         | Tombé après un 450 Splash         | 10:11          |
| 4             | Jeff Hardy         | Hardyz/Edge & Christian | Grand Master Sexay | Tombé après un Tennessee Jam      | 11:34          |
| 5             | Grand Master Sexay | Too Cool/Hollys         | Christian          | Tombé après un Diving Reverse DDT | 11:45          |
| 6             | Crash Holly        | Too Cool/Hollys         | Christian          | Tombé après un Impaler            | 13:58          |
| 7             | Christian          | Hardyz/Edge & Christian | Hardcore Holly     | Tombé sur un contre Victory Roll  | 14:26          |
| Survivant:    | Hardcore Holly     | Hardcore Holly          | Hardcore Holly     | Hardcore Holly                    | Hardcore Holly |
- The New Age Outlaws (Mr. Ass et Road Dogg) def. Al Snow et Mankind pour conserver le WWF Tag Team Championship (13:59)
  - Mr. Ass a effectué le tombé sur Mankind après un Spike Piledriver.
- The Big Show def. Triple H (c) et The Rock dans un Triple Threat match pour remporter le WWF Championsip (16:13)